# پتر نورتوگ
پتر نورتوگ (انگلیسی: Petter Northug؛ زادهٔ ۶ ژانویهٔ ۱۹۸۶) اسکی‌باز صحرانوردی اهل نروژ است.